# ماركوس فلانغن
ماركوس فلانغن (بالإنجليزية: Markus Flanagan)‏ هو ممثل أمريكي، ولد في 20 أغسطس 1964 في الولايات المتحدة.

## أعمال

### أفلام
- (2001) عطلة في الشمس
- (2007) المملكة[1]
- (2008) 7 أرطال[2][3]
- (2010) الحياة كما نعرفها[4][5]

### مسلسلات
- أنفابيولس
- إن سي آي إس

## وصلات خارجية
- ماركوس فلانغن على موقع IMDb (الإنجليزية)
- ماركوس فلانغن على موقع ألو سيني (الفرنسية)
- ماركوس فلانغن على موقع قاعدة بيانات الأفلام السويدية (السويدية)
- ماركوس فلانغن على موقع قاعدة بيانات الفيلم (الإنجليزية)
- ماركوس فلانغن على موقع كينوبويسك (الروسية)
- ماركوس فلانغن على موقع كينوبويسك (الروسية)